# اس‌ام یو-۶ (اتریش-مجارستان)
اس‌ام یو-۶ (اتریش-مجارستان) (به انگلیسی: SM U-6 (Austria-Hungary)) یک زیردریایی است که طول آن ۱۰۵ فوت ۴ اینچ (۳۲٫۱۱ متر) می‌باشد. این زیردریایی در سال ۱۹۰۹ ساخته شد.